# 房崇吉
房崇吉（？—？），东清河郡绎幕县（今山东省淄博市博山区）人，祖籍清河郡东武城县（今河北省衡水市故城县），刘宋、北魏官员。

## 生平
房崇吉年少骁勇，出任沈文秀的中兵参军。泰始二年（466年），太原郡戍守傅灵越率领部下放弃太原郡向南投奔刘子勋时，沈文秀委派房崇吉管理太原郡事务，不久房崇吉背叛沈文秀支持宋明帝刘彧。房崇吉的母亲和叔叔在历城，被崔道固所拘禁，崔道固又以要在市场处死二人来恐吓房崇吉，房崇吉最终也无所顾忌。等到崔道固归附宋明帝，才将房崇吉的母亲放出。宋明帝任命房崇吉为龙骧将军、并州刺史，兼领太原郡太守，戍守升城。房崇吉以堂兄房灵献为长史，姨表兄贾延年为司马。
泰始三年（467年），北魏将军慕容白曜的军队攻至升城，慕容白曜派人招揽房崇吉，房崇吉不投降，关闭城门坚持防守。升城特别小，人力不多，能作战的不过七百人，慕容白曜轻视对方，就直接派军队攻城。房崇吉设置装土的竹箱和方正的屋梁，向城下冲击，经常歼灭敌人。慕容白曜于是构筑长城，三重包围，又制造攻城的器具日夜攻击。从二月到四月，升城的粮食和弓箭都用完了，房崇吉突围逃走，隐藏在民房中，母亲和妻子被俘虏。崔道固派遣治中房灵宾慰问招引房崇吉，房崇吉不肯见崔道固，于是就向东回到故乡的村子里，暗中招募壮士，想要救出母亲逃到黄河以南。慕容白曜预计到房崇吉会这样，守备严密牢固。
房崇吉与堂兄弟房法寿年龄和志向都略为相似，亲缘关系则是共曾祖的堂兄弟。房崇吉由于母亲妻子被慕容白曜的军队俘获，就托请房法寿替他设法相救。房法寿既不想到南边去，恨崔道固对自己逼迫，又从情理上怜惜房崇吉的母亲和妻子。当时崔道固以兼治中房灵宾都督清河郡、广川郡军事，戍守盘阳。房法寿就与房崇吉暗中策划袭击房灵宾，攻占了盘阳，接着归降于慕容白曜去赎取房崇吉的母亲和妻子。慕容白曜派将军长孙观等人从大山南侧过马耳关赶赴盘阳，送回了房崇吉的母亲和妻子。
历城、梁邹归降北魏之后，房法寿、房崇吉等人与崔道固、刘休宾一同到达京师平城。北魏朝廷以房法寿为上客，房崇吉为次客，崔道固、刘休宾为下客。
等到北魏设置平齐郡，以历城百姓设置归安县，以房崇吉为县令。房崇吉心怀旧恨，因为是崔道固的下级，内心非常不平。后来房崇吉将县中事务托付他人，自己前去御史台控告崔道固犯有几条罪行，恰逢大赦，朝廷不追究崔道固。房崇吉请求辞去县令一职，朝廷同意了。房崇吉在京城停留了半年，于是向南逃走。房崇吉夫妇从不同的路线逃走，房崇吉自己剃发出家为僧，法名僧达，投奔族叔房法延。房崇吉在房法延那里居住了一年多，向豪侠之人清河郡张略之赠送财物，得到张略之的帮助南逃。房崇吉的妻子也从幽州南逃，双方相会。房崇吉到了江东，很快病死。

## 家庭

### 母亲
- 傅氏，北魏平定升城后，得到姻亲卢度世的照顾[14][15][16]